# Ernst Uhrlau

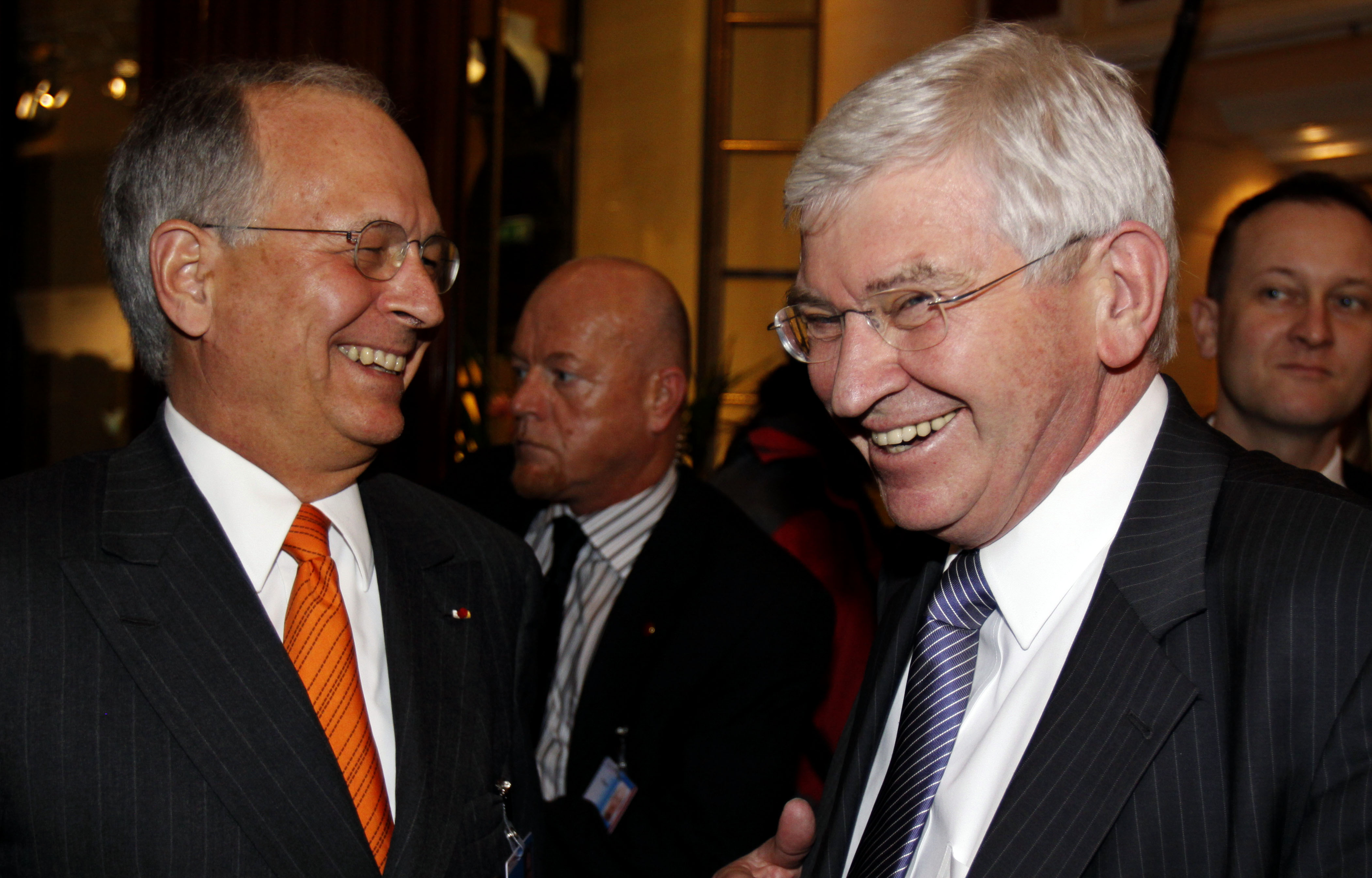
Ernst Uhrlau (re.) mit Wolfgang Ischinger, 2009

Ernst Uhrlau (* 7. Dezember 1946 in Hamburg) ist ein deutscher Beamter im Ruhestand und SPD-Mitglied. Er war von Dezember 2005 bis zum 7. Dezember 2011 Präsident des Bundesnachrichtendienstes (BND) und ist seit Anfang Februar 2012 freiberuflich als Berater für die Deutsche Bank tätig.

## Leben
Nach dem Abitur 1967 am Gymnasium Eppendorf studierte Uhrlau Politikwissenschaft, Soziologie und Volkswirtschaft an der Universität Hamburg. 1974 wurde er Lehrer an der Landespolizeischule Hamburg; von 1975 bis 1981 war er als persönlicher Referent und Leiter des Senatorenbüros unter Werner Staak und Alfons Pawelczyk in der hamburgischen Behörde für Inneres tätig. Im Anschluss war er von 1981 bis 1991 stellvertretender Leiter des Landesamtes für Verfassungsschutz in Hamburg und von 1991 bis 1996 als dessen Leiter tätig. 1996 wurde Ernst Uhrlau zum Hamburger Polizeipräsidenten ernannt.

### Karriere in Berlin
1998 wechselte Uhrlau in die Hauptstadt, wo er nach dem Wahlsieg der SPD und der rot-grünen Regierungsübernahme als Ministerialdirektor Leiter der Abteilung VI (Bundesnachrichtendienst, Koordinierung der Nachrichtendienste des Bundes) im Bundeskanzleramt wurde. Als Vertreter des Koordinators der Nachrichtendienste des Bundes – des Chefs des Bundeskanzleramtes – war Uhrlau dort die Schnittstelle zwischen Bundesregierung und dem Bundesnachrichtendienst, dem Bundesamt für Verfassungsschutz (BfV) und dem Militärischen Abschirmdienst (MAD). Zu den bekannt gewordenen Erfolgen seiner Arbeit gehört der von Uhrlau als „ehrlichem Makler“ vermittelte Gefangenenaustausch im Januar 2004 zwischen Israel und der libanesisch-schiitischen Terrorbewegung Hisbollah.
Uhrlau genehmigte die Operation Eikonal des Bundesnachrichtendienstes und der NSA, bei der Daten der Deutschen Telekom und möglicherweise auch Leitungen aus Österreich abgezapft wurden. Die geheime Abhöraktion lief von 2004 bis 2008 und beruhte auf einer Vereinbarung zwischen den USA und Deutschland aus dem Jahr 2002.
Mit dem 1. Dezember 2005 übernahm Uhrlau, von der Großen Koalition aus CDU und SPD benannt, als Nachfolger von August Hanning das Amt des Präsidenten des Bundesnachrichtendienstes. Sein erstes großes Thema in diesem Amt war die Entführung der Archäologin Susanne Osthoff.
Im Skandal um die Verschleppung des Deutsch-Libanesen Khaled al Masri gab Uhrlau 2006 zu, dass der BND informiert war, diese Information jedoch nicht sofort weitergegeben hatte. Die Bundesregierung verfügte eine Reorganisation der BND-Spitze, durch die Uhrlau seitdem drei Vizepräsidenten zur Seite standen.
Positiv wahrgenommen wurde die Rolle des BND bei den Ermittlungen zur Steuerflucht nach Liechtenstein und die erneute Vermittlung bei einem weiteren Austausch zwischen Israel und Hisbollah.
Im April 2008 wurde Uhrlau mit Rücktrittsforderungen konfrontiert, nachdem der Bundesnachrichtendienst 2006 den afghanischen Handels- und Industrieminister Amin Farhang überwachte und dabei auch E-Mails der Spiegel-Reporterin Susanne Koelbl mitgeschnitten hatte. In einem persönlichen Gespräch hat sich Uhrlau laut Koelbl bei ihr entschuldigt. Ein weiterer Rückschlag in diesem Jahr war die Verhaftung von drei BND-Agenten im Kosovo nach dem Bombenanschlag auf die EU-Vertretung in Priština, über die Uhrlau von seiner eigenen Behörde nicht informiert wurde.
Im Zusammenhang mit der Untersuchung, inwiefern deutsche Geheimdienstinformationen den Irakkrieg unterstützt haben, klagte Uhrlau über die „Skandalisierung von Aktionen, die im geheimen Regierungsbericht zu den Vorwürfen längst dargelegt sind. Wir sitzen am kürzeren Hebel: Die Geheimhaltungsvorschriften hindern uns oft, Vorhaltungen zu widerlegen, indem wir den wahren Sachverhalt an die Öffentlichkeit bringen.“
Uhrlau ging wegen seines Alters zum 31. Dezember 2011 in Ruhestand. Zu seinem Nachfolger ernannte die schwarz-gelbe Bundesregierung den Staatssekretär aus dem Innenministerium Gerhard Schindler (FDP). Seit Februar 2012 berät Uhrlau die Deutsche Bank.

### Privates
Uhrlau ist verheiratet und Vater zweier erwachsener Söhne.

## Auszeichnungen
- 2009: Großes Goldenes Ehrenzeichen für Verdienste um die Republik Österreich[17]